# 盧庾
盧庚（?—?），又作盧庾，字號、生平皆不詳。
唐玄宗天寶十五年（756年）丙申科狀元，此科進士及第有三十三人，主考官是禮部侍郎楊濬。同榜有郎士元、皇甫冉等。餘事史無詳載。